# Liste der Mitglieder des Provinziallandtags der Rheinprovinz (24. Sitzungsperiode)
Diese Liste nennt die Mitglieder des 24. Provinziallandtages der Rheinprovinz 1875.

## Hintergrund
Der Provinziallandtag der Rheinprovinz bestand aus 75 Mitglieder, die sich in vier Kurien aufteilten. Die erste Kurie bestand aus vier Standesherren, die über Virilstimmen verfügten. Die Standesherren konnten sich vertreten lassen. Die zweite Kurie bestand aus den Vertretern der Ritterschaft, diese wurden in zwei Wahlkreisen (Regierungsbezirke Koblenz/Trier/Köln und Regierungsbezirke Aachen/Düsseldorf) gewählt. Die dritte Kurie bildeten die Vertreter der Städte. Diese wurden in indirekter Wahl bestimmt. Die vierte Kurie bildeten die Landgemeinden. Diese wählten die Vertreter in doppelt indirekter Wahl: Die Urwähler wählten Wahlmänner, diese dann Bezirkswähler. Wahlkreise waren die Landkreise. Für die Abgeordneten wurden jeweils auch Stellvertreter gewählt.
Der Provinziallandtag trat vom 29. August 1875 bis zum 18. September 1875 in Düsseldorf zusammen.

## Liste der Abgeordneten
| Kurie                                | Wahlkreis | Abgeordneter                                                    | Anmerkung                                                                     |
| ------------------------------------ | --- | --------------------------------------------------------------- | ----------------------------------------------------------------------------- |
| Stand der Fürsten, Grafen und Herren | | Fürst Wilhelm zu Wied                                           | Landtagsmarschall                                                             |
| Stand der Fürsten, Grafen und Herren | | Fürst Alfred zu Salm-Reifferscheidt-Dyck                        | Dyk bei Neuss                                                                 |
| Stand der Fürsten, Grafen und Herren | | Fürst Alfred von Hatzfeldt                                      |                                                                               |
| Stand der Fürsten, Grafen und Herren | | Fürst Ernst zu Solms-Braunfels                                  | vertreten durch Albrecht zu Solms-Braunfels                                   |
| Ritterschaft                         | Aachen/Düsseldorf | Freiherr Friedrich von Bourscheidt                              | Haus Rath                                                                     |
| Ritterschaft                         | Koblenz/Trier/Köln | Freiherr Max von Boeselager                                     | Burg Peppenhoven, als Stellvertreter                                          |
| Ritterschaft                         | Aachen/Düsseldorf | Freiherr Adolph von Eynatten                                    | königlicher Kammerherr, Düsseldorf                                            |
| Ritterschaft                         | Koblenz/Trier/Köln | Freiherr Franz Egon von Fürstenberg                             | Gimborn, als Stellvertreter                                                   |
| Ritterschaft                         | Aachen/Düsseldorf | Freiherr Friedrich Leopold von Fürstenberg                      | Schloss Borbeck                                                               |
| Ritterschaft                         | Koblenz/Trier/Köln | Freiherr Theodor Geyr von Schweppenburg                         | Kammerherr, Wiesenthal, Vizelandtagsmarschall                                 |
| Ritterschaft                         | Aachen/Düsseldorf | Bruno von Heister                                               | Düsseldorf                                                                    |
| Ritterschaft                         | Aachen/Düsseldorf | Graf Alfred von Hompesch                                        | Kammerherr, Schloss Rurich                                                    |
| Ritterschaft                         | Koblenz/Trier/Köln | Ernst von Hymmen                                                | Endenich                                                                      |
| Ritterschaft                         | Koblenz/Trier/Köln | Franz von Kesseler                                              | Haus Bock                                                                     |
| Ritterschaft                         | Koblenz/Trier/Köln | Clemens von Loë                                                 | Schloss Wissen                                                                |
| Ritterschaft                         | Koblenz/Trier/Köln | Eugen von Loë                                                   | Landrat, Siegburg                                                             |
| Ritterschaft                         | Koblenz/Trier/Köln | Graf Maximilian von Nesselrode-Ehreshoven                       | Oberhofmeister, Ehreshoven                                                    |
| Ritterschaft                         | Aachen/Düsseldorf | Freiherr Gustav von Plettenberg-Mehrum                          | Haus Mehrum                                                                   |
| Ritterschaft                         | Aachen/Düsseldorf | Hermann Seul                                                    | Direktor der Rheinischen Provinzial Feuersocietät, Düsseldorf                 |
| Ritterschaft                         | Aachen/Düsseldorf | Graf Ernst von der Schulenburg-Ofte                             | Schloss Oefte                                                                 |
| Ritterschaft                         | Koblenz/Trier/Köln | Friedrich von Solemacher-Antweiler                              | Grünhaus                                                                      |
| Ritterschaft                         | Aachen/Düsseldorf | Freiherr Bernhard von Scheibler                                 | Landrat a. D., Aachen                                                         |
| Ritterschaft                         | Aachen/Düsseldorf | Freiherr Maximilian von Vittinghoff gen. Schell zu Schellenberg | Schloss Schellenberg                                                          |
| Ritterschaft                         | Aachen/Düsseldorf | Freiherr Franz von dem Bottlenberg gen. Schirp                  | Schloss Baldeney                                                              |
| Ritterschaft                         | Koblenz/Trier/Köln | Franz von Spee                                                  | Bürgermeister, Cromfort, als Stellvertreter                                   |
| Ritterschaft                         | Koblenz/Trier/Köln | Freiherr Edmund von Spies-Büllesheim                            | Kammerherr, Haus Hull                                                         |
| Ritterschaft                         | Koblenz/Trier/Köln | Freiherr Max zu Stolberg-Wernigerode                            | Diersfort, als Stellvertreter                                                 |
| Ritterschaft                         | Koblenz/Trier/Köln | Graf Carl zu Westerhold und Gysenberg                           | Kammerherr, auf Schloss Arenfels, als Stellvertreter                          |
| Städte                               | Merzig, Prüm, Bitburg, Wittlich, Bernkastel, Saarburg, Neuerburg                                                                       | Anton Aldringen                                                 | Rentner, Stadtverordneter, Trier                                              |
| Städte                               | Bonn, Münstereifel, Euskirchen, Zülpich, Rheinbach, Ehrenfeld                                                                          | Dr. Johann Joseph Bauerband                                     | Geheimer Justizrat, Professor und Stadtverordneter, Bonn, als Stellvertreter  |
| Städte                               | Monschau, Eupen, Malmédy, St. Vith | Peter Becker                                                    | Oberbürgermeister, Eupen                                                      |
| Städte                               | Duisburg, Mülheim an der Ruhr, Essen, Kettwig, Werden, Ruhrort, Dinslaken, Emmerich, Rees, Isselburg                                   | Theodor Boeninger                                               | Kaufmann, Duisburg                                                            |
| Städte                               | Koblenz | Nicolaus Bremig                                                 | Advokat-Anwalt und Stadtverordneter, Koblenz                                  |
| Städte                               | Ehrenbreitstein, Vallendar, Bendorf, Neuwied, Linz, Wetzlar, Braunfels                                                                 | Johann Wilhelm Caesar                                           | Kaufmann, Neuwied                                                             |
| Städte                               | Düsseldorf | Heinrich Courth                                                 | Advokat-Anwalt, Düsseldorf                                                    |
| Städte                               | Elberfeld | Theodor Dietze                                                  | Kaufmann und Beigeordneter, Elberfeld                                         |
| Städte                               | Barmen | Wilhelm von Eynern                                              | Kaufmann, Barmen                                                              |
| Städte                               | Köln | August Elven                                                    | Stadtverordneter, Köln                                                        |
| Städte                               | Merzig, Prüm, Bitburg, Wittlich, Bernkastel, Saarburg, Neuerburg                                                                       | Wilhelm von Fellenberg                                          | Fabrikbesitzer, Merzig                                                        |
| Städte                               | Aachen | Constantin Franoux                                              | Kaufmann und Stadtverordneter, Aachen                                         |
| Städte                               | Jülich, Eschweiler, Heinsberg, Erkelenz, Geilenkirchen mit Hünshoven, Linnich                                                          | Johann Gymnich                                                  | Landgerichtsassessor a. D., Premier-Leutnant und Bürgermeister von Eschweiler |
| Städte                               | Solingen, Remscheid, Dorp, Gräfrath, Wald, Höhscheid mit Merscheid, Burscheid mit Leichlingen, Opladen mit Neukirchen, Hitdorf         | Gustav Hilger                                                   | Kaufmann und Stadtverordneter, Ehringshausen bei Remscheid                    |
| Städte                               | Lennep, Ronsdorf, Lüdringhausen, Radevormwald, Burg, Hückeswagen, Wermelskirchen                                                       | August Wilhelm Holthaus                                         | Kaufmann, Ronsdorf, als Stellvertreter                                        |
| Städte                               | Köln | Jakob Horst                                                     | Rentner und Stadtverordneter, Köln                                            |
| Städte                               | Deutz, Mülheim am Rhein, Gladbach, Gummersbach, Wipperfürth, Siegburg, Königswinter, Neustadt                                          | Wilhelm von Hövel                                               | Streichgarnspinnereibesitzer aus B-Gladbach bei Mülheim am Rhein              |
| Städte                               | Krefeld | Wilhelm Jentges                                                 | Seidenfabrikant und Stadtverordneter, Krefeld, als Stellvertreter             |
| Städte                               | Deutz, Mülheim am Rhein, Gladbach, Gummersbach, Wipperfürth, Siegburg, Königswinter, Neustadt                                          | Georg Keller                                                    | Fabrikbesitzer, Siegburg                                                      |
| Städte                               | Stromberg, Trarbach, Zell, Cochem, Mayen, Andernach, Ahrweiler, Sinzig, Remagen, Simmern                                               | Matthias Joseph Kreuzberg                                       | Weinhändler und Stadtverordneter, Ahrweiler                                   |
| Städte                               | Düren, Gemünd, Stolberg, Burtscheid, Schleiden                                                                                         | Abraham Lamberts                                                | Kaufmann, Burtscheid, als Stellvertreter                                      |
| Städte                               | Kleve, Wesel, Goch, Gelder, Rheinberg, Moers, Orsoy, Xanten                                                                            | Wilhelm Münster                                                 | Ingenieur-Hauptmann a. D., Stadtverordneter und Rittergutsbesitzer, Wesel     |
| Städte                               | Neuss, Grevenbroich, Wevelinghoven, Gladbach, Viersen, Dahlen, Odenkirche, Rheydt, Uerdingen, Kempen, Süchtelen, Dülken, Kaldenkirchen | Wilhelm Prinzen                                                 | Kommerzienrat und Kaufmann, Stadtverordneter, M-Gladbach                      |
| Städte                               | Ratingen, Kaiserswerth, Angermund mit Gerresheim, Mettmann, Langenberg mit Hardenberg, Wülfrath, Velbert, Kronenberg, Steele, Hilden   | Wilhelm Schüler                                                 | Kaufmann, Wülfrath                                                            |
| Städte                               | Kreuznach, Kirn, Sobernheim, St. Goar, Boppard, Oberwinter, Bacharach, Stromberg                                                       | Wilhelm Wachter                                                 | Kaufmann, Boppard                                                             |
| Landgemeinden                        | Neuwied | Jacob Blum                                                      | Landwirt, Engers                                                              |
| Landgemeinden                        | Moers, Krefeld | Julius von Bönninghausen                                        | Gutsbesitzer, Hollandshof                                                     |
| Landgemeinden                        | Gladbach, Neuss, Grevenbroich | Franz Broich                                                    | Gutsbesitzer, Grefrath                                                        |
| Landgemeinden                        | Düsseldorf, Solingen, Mettmann, Lennep                                                                                                 | Ludwig Brors                                                    | Landwirt, Stockum, als Stellvertreter                                         |
| Landgemeinden                        | Daun, Prüm, Bitburg | Jacob Cremer                                                    | Gutsbesitzer, Oberlauch                                                       |
| Landgemeinden                        | Regierungsbezirk Koblenz | Gustav Hirschbrunn                                              | Gutsbesitzer und Beigeordneter, Obermendig                                    |
| Landgemeinden                        | Bonn, Euskirchen, Rheinbach | Franz Horster                                                   | Bürgermeister a. D. und Gutsbesitzer, Hersel                                  |
| Landgemeinden                        | Altenkirchen, Wetzlar | Adolph Jagenberg                                                | Gutsbesitzer, Almersbach                                                      |
| Landgemeinden                        | Jüllich, Düren | Jakob Jansen                                                    | Gutsbesitzer, Binsfeld                                                        |
| Landgemeinden                        | Regierungsbezirk Koblenz | Georg Carl Immich                                               | Gutsbesitzer, Enkirch, als Stellvertreter                                     |
| Landgemeinden                        | Aachen, Geilenkirchen | Friedrich Adolph Kockerols                                      | Gutsbesitzer, Leiffarth                                                       |
| Landgemeinden                        | Eupen, Malmedy, Schleiden, Monschau | Johann Lavreysen                                                | Gutsbesitzer, Lückrath                                                        |
| Landgemeinden                        | Regierungsbezirk Düsseldorf | Felix von Loë                                                   | Landrat a. D., Hassum                                                         |
| Landgemeinden                        | Regierungsbezirk Düsseldorf | Arnold Maas                                                     | Gutsbesitzer, Schwelgern                                                      |
| Landgemeinden                        | Geldern, Kempen | Peter Mertes                                                    | Gutsbesitzer, Oedt, als Stellvertreter                                        |
| Landgemeinden                        | Cochem, Mayen | Johann Philipp Müller                                           | Gutsbesitzer, Niedermendig, als Stellvertreter                                |
| Landgemeinden                        | Regierungsbezirk Köln | Hugo Mund                                                       | Hauptmann a. D. und Gutsbesitzer, Brücken                                     |
| Landgemeinden                        | Regierungsbezirk Aachen | Hermann Joseph Paulssen                                         | Bürgermeister, Laffeld                                                        |
| Landgemeinden                        | Land- und Stadtkreis Trier | Wilhelm Rautenstrauch                                           | Gutsbesitzer, Eitelsbach                                                      |
| Landgemeinden                        | Saarburg, Merzig, Saarlouis | Johann Baptist Reusch                                           | Gutsbesitzer, Bürgermeister und Posthalter, Lebach                            |
| Landgemeinden                        | Bernkastel, Wittlich | Ferdinand Richter                                               | Gutsbesitzer, Mülheim                                                         |
| Landgemeinden                        | Siegburg, Waldbröl | Franz Strunk                                                    | Bürgermeister und Gutsbesitzer, Warth                                         |
| Landgemeinden                        | Kreuznach, Simmern | Heinrich Trapp                                                  | Ökonom, Waldböckelheim                                                        |
| Landgemeinden                        | Kreis Köln, Bergheim | Joseph Hubert Weidt                                             | Bürgermeister a. D. und Gutsbesitzer, Großkönigsdorf                          |